# Somatina sedata
Somatina sedata là một loài bướm đêm trong họ Geometridae.